# Guernica (film, 1982)
Pour les articles homonymes, voir Guernica (homonymie).
Guernica est un film hongrois réalisé par Ferenc Kósa, sorti en 1982

## Fiche technique
- Titre : Guernica
- Titre polonais :
- Titre allemand :
- Titre international :
- Réalisation : Ferenc Kósa
- Genre :
- Scénario :
- Musique : László Benkő (cs)
- Photographie : Lajos Koltai
- Montage : Margit Galamb
- Costumes : Mária Lénárt
- Décors : Romvári József (hu), Szervátiusz Tibor (hu)
- Production : Objektív Filmstúdió Vállalat, Zweites Deutsches Fernsehen
- Pays d'origine : Hongrie
- Format : Couleur - Mono
- Caméra : Arriflex
- Durée : 99 minutes
- Date de sortie : Hongrie : 18 novembre 1982

## Distribution
- Ottilia Kovács
- Szilágyi Tibor (színművész) (hu)
- István Illyés
- Éva Almássy Albert (hu)
- Hans-Jörg Assmann (de)
- Dezső Garas
- József Hoffer
- Ilona Korsós
- Janny Kurnihandji
- Beatrix Kálmánfi
- Géza Léka
- Erika Paraszkay
- Rózsa György (műsorvezető) (hu)
- Mari Takátsy
- Erzsébet Varga (eo)

## Commentaires
- Győrffy Miklós (hu), Filmkultúra 1982/6 (le texte est en hongrois mais on y voit des photos du film).